# Temple de Yan Hui
Le temple de Yan Hui (chinois : 颜庙 ; pinyin : Yán miào) est un temple confucéen dédié à la mémoire de Yan Hui, un disciple de Confucius. Il a été construit de 521-490 av. J.-C. Le temple a d’ailleurs reçu la protection par édit de Temür Khan, un prince mongol descendant de Gengis Khan, en 1307.
Le temple est situé à Qufu dans la province de Shandong en République populaire de Chine.